# Eisschnelllauf-Weltcup 1996/97
Der Eisschnelllauf-Weltcup 1996/97 wurde für Frauen und Männer an zehn Weltcupstationen in zehn Ländern ausgetragen. Die Saison begann am 23. November 1996 und endete am 2. März 1997. Hier wurden von Frauen Strecken von 500 bis 5.000 und der Männer von 500 bis 10.000 Meter gelaufen.
Siehe auch: Liste der Gesamtweltcupsieger im Eisschnelllauf

## Wettbewerbe

### Frauen

#### Weltcup-Übersicht
| Datum                                                                       | Ort                                           | Disziplin          | Sieger           | Zweiter             | Dritter                       |
| --------------------------------------------------------------------------- | --------------------------------------------- | ------------------ | ---------------- | ------------------- | ----------------------------- |
| 23. Bis 24. Nov. 1996                                                       | Berlin (Sportforum Hohenschönhausen)          | 1.500 m            | Gunda Niemann    | Tonny de Jong       | Kirstin Holum                 |
| 23. Bis 24. Nov. 1996                                                       | Berlin (Sportforum Hohenschönhausen)          | 3.000 m            | Tonny de Jong    | Carla Zijlstra      | Gunda Niemann                 |
| 30. Nov. Bis 1. Dez. 1996                                                   | Heerenveen (Thialf)                           | 1.500 m            | Tonny de Jong    | Gunda Niemann       | Barbara de Loor               |
| 30. Nov. Bis 1. Dez. 1996                                                   | Heerenveen (Thialf)                           | 3.000 m            | Tonny de Jong    | Barbara de Loor     | Gunda Niemann                 |
| 7. Bis 8. Dez. 1996                                                         | Jeonju (Jeonju Indoor Ice Rink)               | 500 m (7. Dez.)    | Xue Ruihong      | Svetlana Schurowa   | Franziska Schenk              |
| 7. Bis 8. Dez. 1996                                                         | Jeonju (Jeonju Indoor Ice Rink)               | 1.000 m (7. Dez.)  | Franziska Schenk | Shiho Kusunose      | Marianne Timmer               |
| 7. Bis 8. Dez. 1996                                                         | Jeonju (Jeonju Indoor Ice Rink)               | 500 m (8. Dez.)    | Kyoko Shimazaki  | Franziska Schenk    | Tomomi Okazaki                |
| 7. Bis 8. Dez. 1996                                                         | Jeonju (Jeonju Indoor Ice Rink)               | 1.000 m (8. Dez.)  | Franziska Schenk | Marianne Timmer     | Chris Witty                   |
| 14. Bis 15. Dez. 1996                                                       | Hamar (Vikingskipet)                          | 3.000 m            | Tonny de Jong    | Gunda Niemann       | Swetlana Baschanowa           |
| 14. Bis 15. Dez. 1996                                                       | Hamar (Vikingskipet)                          | 5.000 m            | Tonny de Jong    | Gunda Niemann       | Carla Zijlstra                |
| 14. Bis 15. Dez. 1996                                                       | Shibukawa (Machiyama Highland Skating Center) | 500 m (14. Dez.)   | Kyoko Shimazaki  | Xue Ruihong         | Franziska Schenk              |
| 14. Bis 15. Dez. 1996                                                       | Shibukawa (Machiyama Highland Skating Center) | 1.000 m (14. Dez.) | Franziska Schenk | Shiho Kusunose      | Chris Witty                   |
| 14. Bis 15. Dez. 1996                                                       | Shibukawa (Machiyama Highland Skating Center) | 500 m (15. Dez.)   | Tomomi Okazaki   | Kyoko Shimazaki     | Xue Ruihong                   |
| 14. Bis 15. Dez. 1996                                                       | Shibukawa (Machiyama Highland Skating Center) | 1.000 m (15. Dez.) | Franziska Schenk | Kyoko Shimazaki     | Tomomi Okazaki                |
| 3. Bis 4. Jan. 1997                                                         | Calgary (Olympic Oval)                        | 500 m (3. Jan.)    | Franziska Schenk | Tomomi Okazaki      | Svetlana Schurowa             |
| 3. Bis 4. Jan. 1997                                                         | Calgary (Olympic Oval)                        | 1.000 m (3. Jan.)  | Franziska Schenk | Sabine Völker       | Chris Witty                   |
| 3. Bis 4. Jan. 1997                                                         | Calgary (Olympic Oval)                        | 500 m (4. Jan.)    | Tomomi Okazaki   | Franziska Schenk    | Xue Ruihong                   |
| 3. Bis 4. Jan. 1997                                                         | Calgary (Olympic Oval)                        | 1.000 m (4. Jan.)  | Sabine Völker    | Chris Witty         | Franziska Schenk              |
| Mehrkampfeuropameisterschaft in Heerenveen (Thialf), 10.–12. Januar 1997    |                                               |                    |                  |                     |                               |
| 11. Bis 12. Jan. 1997                                                       | Milwaukee (Pettit National Ice Center)        | 500 m (11. Jan.)   | Xue Ruihong      | Franziska Schenk    | Svetlana Schurowa Chris Witty |
| 11. Bis 12. Jan. 1997                                                       | Milwaukee (Pettit National Ice Center)        | 1.000 m (11. Jan.) | Chris Witty      | Sabine Völker       | Becky Sundstrom               |
| 11. Bis 12. Jan. 1997                                                       | Milwaukee (Pettit National Ice Center)        | 500 m (12. Jan.)   | Xue Ruihong      | Franziska Schenk    | Svetlana Schurowa             |
| 11. Bis 12. Jan. 1997                                                       | Milwaukee (Pettit National Ice Center)        | 1.000 m (12. Jan.) | Chris Witty      | Sabine Völker       | Franziska Schenk              |
| 18. Bis 19. Jan. 1997                                                       | Baselga di Pinè (Stadio del ghiaccio di Piné) | 1.500 m            | Tonny de Jong    | Claudia Pechstein   | Swetlana Baschanowa           |
| 18. Bis 19. Jan. 1997                                                       | Baselga di Pinè (Stadio del ghiaccio di Piné) | 5.000 m            | Carla Zijlstra   | Kirstin Holum       | Claudia Pechstein             |
| Sprintweltmeisterschaft in Hamar (Vikingskipet), 1.–2. Februar 1997         |                                               |                    |                  |                     |                               |
| 25. Bis 26. Jan. 1997                                                       | Davos (Eisstadion Davos)                      | 1.500 m            | Gunda Niemann    | Swetlana Baschanowa | Claudia Pechstein             |
| 25. Bis 26. Jan. 1997                                                       | Davos (Eisstadion Davos)                      | 3.000 m            | Gunda Niemann    | Claudia Pechstein   | Anni Friesinger               |
| Mehrkampfweltmeisterschaft in Nagano (M-Wave), 14.–16. Februar 1997         |                                               |                    |                  |                     |                               |
| 22. Bis 23. Feb. 1997                                                       | Innsbruck (Olympia Eisstadion Innsbruck)      | 500 m (22. Feb.)   | Xue Ruihong      | Marianne Timmer     | Jin Hua                       |
| 22. Bis 23. Feb. 1997                                                       | Innsbruck (Olympia Eisstadion Innsbruck)      | 1.000 m (22. Feb.) | Marianne Timmer  | Franziska Schenk    | Chris Witty                   |
| 22. Bis 23. Feb. 1997                                                       | Innsbruck (Olympia Eisstadion Innsbruck)      | 500 m (23. Feb.)   | Xue Ruihong      | Sabine Völker       | Catriona LeMay                |
| 22. Bis 23. Feb. 1997                                                       | Innsbruck (Olympia Eisstadion Innsbruck)      | 1.000 m (23. Feb.) | Marianne Timmer  | Sabine Völker       | Chris Witty                   |
| 28. Feb. Bis 2. Mär. 1997                                                   | Inzell (Ludwig-Schwabl-Stadion)               | 3.000 m            | Gunda Niemann    | Claudia Pechstein   | Anni Friesinger               |
| 28. Feb. Bis 2. Mär. 1997                                                   | Inzell (Ludwig-Schwabl-Stadion)               | 1.000 m            | Marianne Timmer  | Sabine Völker       | Franziska Schenk              |
| 28. Feb. Bis 2. Mär. 1997                                                   | Inzell (Ludwig-Schwabl-Stadion)               | 1.500 m            | Gunda Niemann    | Swetlana Baschanowa | Anni Friesinger               |
| 28. Feb. Bis 2. Mär. 1997                                                   | Inzell (Ludwig-Schwabl-Stadion)               | 500 m              | Kyoko Shimazaki  | Marianne Timmer     | Tomomi Okazaki                |
| 28. Feb. Bis 2. Mär. 1997                                                   | Inzell (Ludwig-Schwabl-Stadion)               | 500 m              | Xue Ruihong      | Tomomi Okazaki      | Kyoko Shimazaki               |
| Einzelstreckenweltmeisterschaften in Warschau (Tor Stegny), 7.–9. März 1997 |                                               |                    |                  |                     |                               |

#### 500 Meter
(Endstand: Nach 12 Rennen)
| Rang | Name              | Land                | Punkte |
| ---- | ----------------- | ------------------- | ------ |
| 1    | Xue Ruihong       | Volksrepublik China | 385    |
| 2    | Franziska Schenk  | Deutschland         | 345    |
| 3    | Tomomi Okazaki    | Japan               | 340    |
| 4    | Kyoko Shimazaki   | Japan               | 287    |
| 5    | Svetlana Schurowa | Russland            | 272    |
| 6    | Sabine Völker     | Deutschland         | 244    |
| 7    | Catriona LeMay    | Kanada              | 235    |
| 8    | Marianne Timmer   | Niederlande         | 205    |
| 9    | Jin Hua           | Volksrepublik China | 197    |
| 10   | Chris Witty       | Vereinigte Staaten  | 160    |
|      |                   |                     |        |
| 11   | Anke Baier        | Deutschland         | 119    |
| 15   | Monique Garbrecht | Deutschland         | 97     |

#### 1.000 Meter
(Endstand: Nach 11 Rennen)
| Rang | Name              | Land                | Punkte |
| ---- | ----------------- | ------------------- | ------ |
| 1    | Franziska Schenk  | Deutschland         | 335    |
| 2    | Chris Witty       | Vereinigte Staaten  | 305    |
| 3    | Sabine Völker     | Deutschland         | 292    |
| 4    | Marianne Timmer   | Niederlande         | 280    |
| 5    | Shiho Kusunose    | Japan               | 230    |
| 6    | Becky Sundstrom   | Vereinigte Staaten  | 230    |
| 7    | Xue Ruihong       | Volksrepublik China | 220    |
| 8    | Anke Baier        | Deutschland         | 173    |
| 9    | Oxana Rawilowa    | Russland            | 155    |
| 10   | Kyoko Shimazaki   | Japan               | 151    |
|      |                   |                     |        |
| 12   | Monique Garbrecht | Deutschland         | 148    |
| 18   | Emese Hunyady     | Österreich          | 45     |

#### 1.500 Meter
(Endstand: Nach 5 Rennen)
| Rang | Name                | Land               | Punkte |
| ---- | ------------------- | ------------------ | ------ |
| 1    | Gunda Niemann       | Deutschland        | 195    |
| 2    | Tonny de Jong       | Niederlande        | 170    |
| 3    | Swetlana Baschanowa | Russland           | 150    |
| 4    | Claudia Pechstein   | Deutschland        | 135    |
| 5    | Barbara de Loor     | Niederlande        | 112    |
| 6    | Marianne Timmer     | Niederlande        | 106    |
| 7    | Kirstin Holum       | Vereinigte Staaten | 91     |
| 8    | Mie Uehara          | Japan              | 87     |
| 9    | Anni Friesinger     | Deutschland        | 77     |
| 10   | Ulrike Adeberg      | Deutschland        | 75     |
|      |                     |                    |        |
| 14   | Emese Hunyady       | Österreich         | 47     |
| 26   | Daniela Anschütz    | Deutschland        | 9      |

#### 3.000/5.000 Meter
(Endstand: Nach 7 Rennen)
| Rang | Name                | Land               | Punkte |
| ---- | ------------------- | ------------------ | ------ |
| 1    | Tonny de Jong       | Niederlande        | 200    |
| 2    | Gunda Niemann       | Deutschland        | 190    |
| 3    | Carla Zijlstra      | Niederlande        | 160    |
| 4    | Claudia Pechstein   | Deutschland        | 160    |
| 5    | Kirstin Holum       | Vereinigte Staaten | 150    |
| 6    | Barbara de Loor     | Niederlande        | 140    |
| 7    | Anni Friesinger     | Deutschland        | 135    |
| 8    | Swetlana Baschanowa | Russland           | 110    |
| 9    | Mie Uehara          | Japan              | 105    |
| 10   | Heike Warnicke      | Deutschland        | 97     |
|      |                     |                    |        |
| 22   | Emese Hunyady       | Österreich         | 33     |
| 30   | Ulrike Adeberg      | Deutschland        | 7      |

### Männer

#### Weltcup-Übersicht
| Datum                                                                       | Ort                                           | Disziplin          | Sieger              | Zweiter                          | Dritter             |
| --------------------------------------------------------------------------- | --------------------------------------------- | ------------------ | ------------------- | -------------------------------- | ------------------- |
| 23. Bis 24. Nov. 1996                                                       | Berlin (Sportforum Hohenschönhausen)          | 1.500 m            | Ids Postma          | Neal Marshall                    | Rintje Ritsma       |
| 23. Bis 24. Nov. 1996                                                       | Berlin (Sportforum Hohenschönhausen)          | 5.000 m            | Gianni Romme        | Rintje Ritsma                    | Kjell Storelid      |
| 30. Nov. Bis 1. Dez. 1996                                                   | Heerenveen (Thialf)                           | 1.500 m            | Ids Postma          | Rintje Ritsma                    | Neal Marshall       |
| 30. Nov. Bis 1. Dez. 1996                                                   | Heerenveen (Thialf)                           | 5.000 m            | Rintje Ritsma       | Gianni Romme                     | Kjell Storelid      |
| 7. Bis 8. Dez. 1996                                                         | Muju-Jeonju (Jeonju Indoor Ice Rink)          | 500 m (7. Dez.)    | Manabu Horii        | Jaegal Seong-yeol                | Grunde Njøs         |
| 7. Bis 8. Dez. 1996                                                         | Muju-Jeonju (Jeonju Indoor Ice Rink)          | 1.000 m (7. Dez.)  | Sylvain Bouchard    | Sergei Klewtschenja              | Jan Bos             |
| 7. Bis 8. Dez. 1996                                                         | Muju-Jeonju (Jeonju Indoor Ice Rink)          | 500 m (8. Dez.)    | Manabu Horii        | Sergei Klewtschenja              | Grunde Njøs         |
| 7. Bis 8. Dez. 1996                                                         | Muju-Jeonju (Jeonju Indoor Ice Rink)          | 1.000 m (8. Dez.)  | Gerard van Velde    | Manabu Horii                     | Lee Kyu-hyeok       |
| 14. Bis 15. Dez. 1996                                                       | Hamar (Vikingskipet)                          | 5.000 m            | Rintje Ritsma       | Gianni Romme                     | Keiji Shirahata     |
| 14. Bis 15. Dez. 1996                                                       | Hamar (Vikingskipet)                          | 10.000 m           | Andrei Kriwoschejew | Kjell Storelid                   | Bob de Jong         |
| 14. Bis 15. Dez. 1996                                                       | Shibukawa (Machiyama Highland Skating Center) | 500 m (14. Dez.)   | Hiroyasu Shimizu    | Manabu Horii                     | Sergei Klewtschenja |
| 14. Bis 15. Dez. 1996                                                       | Shibukawa (Machiyama Highland Skating Center) | 1.000 m (14. Dez.) | Kim Yoon-man        | Sergei Klewtschenja              | Manabu Horii        |
| 14. Bis 15. Dez. 1996                                                       | Shibukawa (Machiyama Highland Skating Center) | 500 m (15. Dez.)   | Manabu Horii        | Sergei Klewtschenja              | Jaegal Seong-yeol   |
| 14. Bis 15. Dez. 1996                                                       | Shibukawa (Machiyama Highland Skating Center) | 1.000 m (15. Dez.) | Jaegal Seong-yeol   | Manabu Horii                     | Toshiyuki Kuroiwa   |
| 3. Bis 4. Jan. 1997                                                         | Calgary (Olympic Oval)                        | 500 m (3. Jan.)    | Hiroyasu Shimizu    | Sergei Klewtschenja              | Jaegal Seong-yeol   |
| 3. Bis 4. Jan. 1997                                                         | Calgary (Olympic Oval)                        | 1.000 m (3. Jan.)  | Casey Fitzrandolph  | Junichi Inoue                    | Jaegal Seong-yeol   |
| 3. Bis 4. Jan. 1997                                                         | Calgary (Olympic Oval)                        | 500 m (4. Jan.)    | Hiroyasu Shimizu    | Manabu Horii                     | Casey Fitzrandolph  |
| 3. Bis 4. Jan. 1997                                                         | Calgary (Olympic Oval)                        | 1.000 m (4. Jan.)  | Casey Fitzrandolph  | Jaegal Seong-yeol                | Yasunori Miyabe     |
| Mehrkampfeuropameisterschaft in Heerenveen (Thialf), 10.–12. Januar 1997    |                                               |                    |                     |                                  |                     |
| 11. Bis 12. Jan. 1997                                                       | Milwaukee (Pettit National Ice Center)        | 500 m (11. Jan.)   | Grunde Njøs         | Casey Fitzrandolph               | Manabu Horii        |
| 11. Bis 12. Jan. 1997                                                       | Milwaukee (Pettit National Ice Center)        | 1.000 m (11. Jan.) | Manabu Horii        | Jan Bos                          | Casey Fitzrandolph  |
| 11. Bis 12. Jan. 1997                                                       | Milwaukee (Pettit National Ice Center)        | 500 m (12. Jan.)   | Sergei Klewtschenja | Manabu Horii                     | Hiroyasu Shimizu    |
| 11. Bis 12. Jan. 1997                                                       | Milwaukee (Pettit National Ice Center)        | 1.000 m (12. Jan.) | Manabu Horii        | Casey Fitzrandolph               | Sergei Klewtschenja |
| 18. Bis 19. Jan. 1997                                                       | Baselga di Pinè (Stadio del ghiaccio di Piné) | 1.500 m            | Keiji Shirahata     | Jeroen Straathof                 | Hiroyuki Noake      |
| 18. Bis 19. Jan. 1997                                                       | Baselga di Pinè (Stadio del ghiaccio di Piné) | 10.000 m           | Bob de Jong         | Bart Veldkamp                    | Frank Dittrich      |
| 25. Bis 26. Jan. 1997                                                       | Davos (Eisstadion Davos)                      | 1.500 m            | Jeroen Straathof    | Hiroyuki Noake                   | Jason Parker        |
| 25. Bis 26. Jan. 1997                                                       | Davos (Eisstadion Davos)                      | 5.000 m            | Bob de Jong         | Gianni Romme                     | Frank Dittrich      |
| Sprintweltmeisterschaft in Hamar (Vikingskipet), 1.–2. Februar 1997         |                                               |                    |                     |                                  |                     |
| Mehrkampfweltmeisterschaft in Nagano (M-Wave), 14.–16. Februar 1997         |                                               |                    |                     |                                  |                     |
| 22. Bis 23. Feb. 1997                                                       | Innsbruck (Olympia Eisstadion Innsbruck)      | 500 m (22. Feb.)   | Junichi Inoue       | Manabu Horii                     | Hiroyasu Shimizu    |
| 22. Bis 23. Feb. 1997                                                       | Innsbruck (Olympia Eisstadion Innsbruck)      | 1.000 m (22. Feb.) | Ådne Søndrål        | Jan Bos                          | Kevin Overland      |
| 22. Bis 23. Feb. 1997                                                       | Innsbruck (Olympia Eisstadion Innsbruck)      | 500 m (23. Feb.)   | Hiroyasu Shimizu    | Jaegal Seong-yeol                | Roger Strøm         |
| 22. Bis 23. Feb. 1997                                                       | Innsbruck (Olympia Eisstadion Innsbruck)      | 1.000 m (23. Feb.) | Ådne Søndrål        | Jeremy Wotherspoon               | Jan Bos             |
| 28. Feb. Bis 2. Mär. 1997                                                   | Inzell (Ludwig-Schwabl-Stadion)               | 5.000 m            | Rintje Ritsma       | Gianni Romme                     | Ids Postma          |
| 28. Feb. Bis 2. Mär. 1997                                                   | Inzell (Ludwig-Schwabl-Stadion)               | 1.000 m            | Manabu Horii        | Ådne Søndrål                     | Jan Bos             |
| 28. Feb. Bis 2. Mär. 1997                                                   | Inzell (Ludwig-Schwabl-Stadion)               | 1.500 m            | Rintje Ritsma       | Martin Hersman                   | Keiji Shirahata     |
| 28. Feb. Bis 2. Mär. 1997                                                   | Inzell (Ludwig-Schwabl-Stadion)               | 500 m              | Hiroyasu Shimizu    | Manabu Horii                     | Sergei Klewtschenja |
| 28. Feb. Bis 2. Mär. 1997                                                   | Inzell (Ludwig-Schwabl-Stadion)               | 500 m              | Hiroyasu Shimizu    | Manabu Horii Sergei Klewtschenja |                     |
| Einzelstreckenweltmeisterschaften in Warschau (Tor Stegny), 7.–9. März 1997 |                                               |                    |                     |                                  |                     |

#### 500 Meter
(Endstand: Nach 12 Rennen)
| Rang | Name                | Land               | Punkte |
| ---- | ------------------- | ------------------ | ------ |
| 1    | Hiroyasu Shimizu    | Japan              | 380    |
| 2    | Manabu Horii        | Japan              | 375    |
| 3    | Sergei Klewtschenja | Russland           | 345    |
| 4    | Jaegal Seong-yeol   | Südkorea           | 285    |
| 5    | Junichi Inoue       | Japan              | 275    |
| 6    | Casey Fitzrandolph  | Vereinigte Staaten | 245    |
| 7    | Yasunori Miyabe     | Japan              | 215    |
| 8    | Mike Ireland        | Kanada             | 193    |
| 9    | Hiroaki Yamakage    | Japan              | 159    |
| 10   | Grunde Njøs         | Norwegen           | 157    |
|      |                     |                    |        |
| 17   | Michael Künzel      | Deutschland        | 85     |
| 23   | Matthias Pfeiffer   | Deutschland        | 32     |

#### 1.000 Meter
(Endstand: Nach 11 Rennen)
| Rang | Name                | Land               | Punkte |
| ---- | ------------------- | ------------------ | ------ |
| 1    | Manabu Horii        | Japan              | 315    |
| 2    | Casey Fitzrandolph  | Vereinigte Staaten | 275    |
| 3    | Sergei Klewtschenja | Russland           | 255    |
| 4    | Jan Bos             | Niederlande        | 253    |
| 5    | Jaegal Seong-yeol   | Südkorea           | 228    |
| 6    | Gerard van Velde    | Niederlande        | 220    |
| 7    | Ådne Søndrål        | Norwegen           | 204    |
| 8    | Jeremy Wotherspoon  | Kanada             | 198    |
| 9    | Junichi Inoue       | Japan              | 190    |
| 10   | Kim Yoon-man        | Südkorea           | 159    |
|      |                     |                    |        |
| 14   | Matthias Pfeiffer   | Deutschland        | 110    |
| 20   | Michael Künzel      | Deutschland        | 52     |
| 25   | Roland Brunner      | Österreich         | 30     |

#### 1.500 Meter
(Endstand: Nach 5 Rennen)
| Rang | Name             | Land               | Punkte |
| ---- | ---------------- | ------------------ | ------ |
| 1    | Rintje Ritsma    | Niederlande        | 165    |
| 2    | Neal Marshall    | Kanada             | 155    |
| 3    | Hiroyuki Noake   | Japan              | 150    |
| 4    | Jeroen Straathof | Niederlande        | 147    |
| 5    | Ids Postma       | Niederlande        | 136    |
| 6    | Keiji Shirahata  | Japan              | 125    |
| 7    | KC Boutiette     | Vereinigte Staaten | 120    |
| 8    | Martin Hersman   | Niederlande        | 117    |
| 9    | Jason Parker     | Kanada             | 92     |
| 10   | Vadim Sajutin    | Russland           | 63     |
|      |                  |                    |        |
| 16   | Peter Adeberg    | Deutschland        | 34     |
| 27   | Christian Breuer | Deutschland        | 11     |

#### 5.000/10.000 Meter
(Endstand: Nach 7 Rennen)
| Rang | Name                 | Land        | Punkte |
| ---- | -------------------- | ----------- | ------ |
| 1    | Rintje Ritsma        | Niederlande | 195    |
| 2    | Gianni Romme         | Niederlande | 185    |
| 3    | Bob de Jong          | Niederlande | 170    |
| 4    | Kjell Storelid       | Norwegen    | 155    |
| 5    | Bart Veldkamp        | Belgien     | 150    |
| 6    | Frank Dittrich       | Deutschland | 150    |
| 7    | Keiji Shirahata      | Japan       | 125    |
| 8    | Vadim Sajutin        | Russland    | 107    |
| 9    | Andrei Kriwoschejew  | Russland    | 95     |
| 10   | Ids Postma           | Niederlande | 87     |
|      |                      |             |        |
| 11   | Martin Feigenwinter  | Schweiz     | 70     |
| 15   | René Taubenrauch     | Deutschland | 50     |
| 22   | Uwe Tonat            | Deutschland | 31     |
| 27   | Alexander Baumgärtel | Deutschland | 15     |

## Gesamt
- Platz: Gibt die Reihenfolge der Athleten wieder. Diese wird durch die Anzahl der Weltcupsiege bestimmt. Bei gleicher Anzahl werden die 2. Platzierungen verglichen, danach die 3. Platzierungen
- Name: Nennt den Namen des Athleten
- Land: Nennt das Land, für das der Athlet startete
- Siege: Nennt die Anzahl der Weltcupsiege
- 2. Plätze: Nennt die Anzahl der errungenen 2. Plätze
- 3. Plätze: Nennt die Anzahl der errungenen 3. Plätze
- Gesamt: Nennt die Anzahl aller gewonnenen Medaillen

### Top Ten
- Die Top Ten zeigt die zehn erfolgreichsten Sportler/-innen des Eisschnelllauf-Weltcups 1996/97

| Platz | Name             | Land                | Siege | 2. Plätze | 3. Plätze | Gesamt |
| ----- | ---------------- | ------------------- | ----- | --------- | --------- | ------ |
| 1.    | Manabu Horii     | Japan               | 6     | 8         | 2         | 16     |
| 2.    | Franziska Schenk | Deutschland         | 6     | 5         | 5         | 16     |
| 3.    | Xue Ruihong      | Volksrepublik China | 6     | 1         | 2         | 9      |
| 4.    | Tonny de Jong    | Niederlande         | 6     | 1         | 0         | 7      |
| 5.    | Hiroyasu Shimizu | Japan               | 6     | 0         | 2         | 8      |
| 6.    | Gunda Niemann    | Deutschland         | 5     | 3         | 2         | 10     |
| 7.    | Rintje Ritsma    | Niederlande         | 4     | 2         | 1         | 7      |
| 8.    | Marianne Timmer  | Niederlande         | 3     | 3         | 1         | 7      |
| 9.    | Kyoko Shimazaki  | Japan               | 3     | 2         | 1         | 6      |
| 10.   | Tomomi Okazaki   | Japan               | 2     | 2         | 3         | 7      |

### Frauen
| Platz | Name                | Land                | Siege | 2. Plätze | 3. Plätze | Gesamt |
| ----- | ------------------- | ------------------- | ----- | --------- | --------- | ------ |
| 1.    | Franziska Schenk    | Deutschland         | 6     | 5         | 5         | 16     |
| 2.    | Xue Ruihong         | Volksrepublik China | 6     | 1         | 2         | 9      |
| 3.    | Tonny de Jong       | Niederlande         | 6     | 1         | 0         | 7      |
| 4.    | Gunda Niemann       | Deutschland         | 5     | 3         | 2         | 10     |
| 5.    | Marianne Timmer     | Niederlande         | 3     | 3         | 1         | 7      |
| 6.    | Kyoko Shimazaki     | Japan               | 3     | 2         | 1         | 6      |
| 7.    | Tomomi Okazaki      | Japan               | 2     | 2         | 3         | 7      |
| 8.    | Chris Witty         | Vereinigte Staaten  | 2     | 1         | 6         | 9      |
| 9.    | Sabine Völker       | Deutschland         | 1     | 6         | 0         | 7      |
| 10.   | Carla Zijlstra      | Niederlande         | 1     | 1         | 1         | 3      |
| 11.   | Claudia Pechstein   | Deutschland         | 0     | 3         | 2         | 5      |
| 12.   | Swetlana Baschanowa | Russland            | 0     | 2         | 2         | 4      |
| 13.   | Shiho Kusunose      | Japan               | 0     | 2         | 0         | 2      |
| 14.   | Svetlana Schurowa   | Russland            | 0     | 1         | 3         | 4      |
| 15.   | Barbara de Loor     | Niederlande         | 0     | 1         | 1         | 2      |
| 15.   | Kirstin Holum       | Vereinigte Staaten  | 0     | 1         | 1         | 2      |
| 17.   | Anni Friesinger     | Deutschland         | 0     | 0         | 3         | 3      |
| 18.   | Becky Sundstrom     | Vereinigte Staaten  | 0     | 0         | 1         | 1      |
| 18.   | Catriona LeMay      | Kanada              | 0     | 0         | 1         | 1      |
| 18.   | Jin Hua             | Volksrepublik China | 0     | 0         | 1         | 1      |

### Männer
| Platz | Name                | Land               | Siege | 2. Plätze | 3. Plätze | Gesamt |
| ----- | ------------------- | ------------------ | ----- | --------- | --------- | ------ |
| 1.    | Manabu Horii        | Japan              | 6     | 8         | 2         | 16     |
| 2.    | Hiroyasu Shimizu    | Japan              | 6     | 0         | 2         | 8      |
| 3.    | Rintje Ritsma       | Niederlande        | 4     | 2         | 1         | 7      |
| 4.    | Casey Fitzrandolph  | Vereinigte Staaten | 2     | 2         | 2         | 6      |
| 5.    | Ådne Søndrål        | Norwegen           | 2     | 1         | 0         | 3      |
| 6.    | Bob de Jong         | Niederlande        | 2     | 0         | 1         | 3      |
| 6.    | Ids Postma          | Niederlande        | 2     | 0         | 1         | 3      |
| 8.    | Sergei Klewtschenja | Russland           | 1     | 6         | 3         | 10     |
| 9.    | Gianni Romme        | Niederlande        | 1     | 4         | 0         | 5      |
| 10.   | Jaegal Seong-yeol   | Südkorea           | 1     | 3         | 3         | 7      |
| 11.   | Jeroen Straathof    | Niederlande        | 1     | 1         | 0         | 2      |
| 11.   | Junichi Inoue       | Japan              | 1     | 1         | 0         | 2      |
| 13.   | Grunde Njøs         | Norwegen           | 1     | 0         | 2         | 3      |
| 13.   | Keiji Shirahata     | Japan              | 1     | 0         | 2         | 3      |
| 15.   | Andrei Kriwoschejew | Russland           | 1     | 0         | 0         | 1      |
| 15.   | Gerard van Velde    | Niederlande        | 1     | 0         | 0         | 1      |
| 15.   | Kim Yoon-man        | Südkorea           | 1     | 0         | 0         | 1      |
| 15.   | Sylvain Bouchard    | Kanada             | 1     | 0         | 0         | 1      |
| 19.   | Jan Bos             | Niederlande        | 0     | 2         | 3         | 5      |
| 20.   | Kjell Storelid      | Norwegen           | 0     | 1         | 2         | 3      |
| 21.   | Hiroyuki Noake      | Japan              | 0     | 1         | 1         | 2      |
| 21.   | Neal Marshall       | Kanada             | 0     | 1         | 1         | 2      |
| 23.   | Bart Veldkamp       | Belgien            | 0     | 1         | 0         | 1      |
| 23.   | Jeremy Wotherspoon  | Kanada             | 0     | 1         | 0         | 1      |
| 23.   | Martin Hersman      | Niederlande        | 0     | 1         | 0         | 1      |
| 26.   | Frank Dittrich      | Deutschland        | 0     | 0         | 2         | 2      |
| 27.   | Jason Parker        | Kanada             | 0     | 0         | 1         | 1      |
| 27.   | Lee Kyu-hyeok       | Südkorea           | 0     | 0         | 1         | 1      |
| 27.   | Roger Strøm         | Norwegen           | 0     | 0         | 1         | 1      |
| 27.   | Toshiyuki Kuroiwa   | Japan              | 0     | 0         | 1         | 1      |
| 27.   | Yasunori Miyabe     | Japan              | 0     | 0         | 1         | 1      |
| 27.   | Kevin Overland      | Kanada             | 0     | 0         | 1         | 1      |

### Nationenwertung
- Die Nationenwertung zeigt die erfolgreichsten Nationen (Sportler/-innen) des Eisschnelllauf-Weltcups 1996/97

| Platz | Land                | Siege | 2. Plätze | 3. Plätze | Gesamt |
| ----- | ------------------- | ----- | --------- | --------- | ------ |
| 1.    | Niederlande         | 21    | 16        | 9         | 46     |
| 2.    | Japan               | 19    | 16        | 13        | 48     |
| 3.    | Deutschland         | 12    | 17        | 14        | 43     |
| 4.    | Volksrepublik China | 6     | 1         | 3         | 10     |
| 5.    | Vereinigte Staaten  | 4     | 4         | 10        | 18     |
| 6.    | Norwegen            | 3     | 2         | 5         | 10     |
| 7.    | Russland            | 2     | 9         | 8         | 19     |
| 8.    | Südkorea            | 2     | 3         | 4         | 9      |
| 9.    | Kanada              | 1     | 2         | 4         | 7      |
| 10.   | Belgien             | 0     | 1         | 0         | 1      |